# 김용한 (1986년)
김용한(한국 한자: 金龍漢, 1986년 6월 28일 ~ )은 대한민국의 전 축구 선수이며, 포지션은 공격수였다.